# Bathyraja aleutica
Bathyraja aleutica е вид хрущялна риба от семейство Arhynchobatidae. Видът не е застрашен от изчезване.

## Разпространение и местообитание
Разпространен е в Канада (Британска Колумбия), Русия (Европейска част на Русия, Камчатка, Курилски острови, Магадан и Сахалин), САЩ (Алеутски острови, Аляска и Калифорния) и Япония (Хоншу).
Среща се на дълбочина от 15 до 1602 m, при температура на водата от 3,3 до 7,3 °C и соленост 33,1 – 34,2 ‰.

## Описание
На дължина достигат до 1,6 m, а теглото им е максимум 23,1 kg.